# 恩斯特·巴拉赫
恩斯特·海因里希·巴拉赫（德語：Ernst Heinrich Barlach，1870年1月2日—1938年10月24日）是德國表現主義雕塑家、版畫家和作家。儘管他在第一次世界大戰前的幾年裡是戰爭的支持者，但他對衝突的參與使他改變了立場，他最出名的是他的抗議戰爭的雕塑。這使得他在納粹黨崛起时和执政后被封杀，他的大部分作品都被當作墮落藝術沒收了。
1936年，巴拉赫的作品在一次展覽中與凱綏·科爾維茨和威廉·萊姆布魯克的作品一起被沒收，他剩餘的大部分作品都被當作“墮落藝術”沒收。巴拉赫本人被禁止從事雕塑家的工作，他在藝術學院的會員資格也被取消。由於納粹的宣傳，巴拉赫被他的同行所迴避，並被「譴責」為猶太人和布爾什維克。1938年10月24日，他在梅克倫堡的羅斯托克因心臟衰竭去世，享年68岁，死后被葬在拉策堡公墓。